# キャシー・ベイカー (ラグビー選手)
キャシー・ベイカー（Kathy Baker、1998年1月23日 - ）は、アイルランドの女子ラグビー選手。

## プロフィール
- アイルランド・キルクローン出身[1]。
- ポジションはスクラムハーフ(SH)。
- 身長 169cm、体重 68kg

## 略歴
2024年、パリ五輪の7人制女子アイルランド代表に選ばれた。